# Kriek Jenő
Kriek Jenő (Szeged, 1861. július 19. – Léva, 1940. szeptember 26.) a lévai állami tanítóképző tanára, entomológus, muzeológus.

## Élete
Iskolai tanulmányait szülővárosában végezte, majd polgári iskolai tanítói szakképesítést szerzett. Rövid ideig Sárospatakon
tanított, majd 1881-ben Léván telepedett le és itt élt haláláig.
1885–1896 között a lévai tanítóképző ideiglenes, majd 1915-ig véglegesített tanáraként oktatott biológiát és műhelygyakorlatot. 1911-ben a tanítóképző címzetes igazgatója lett. Az intézmény egyik legnépszerűbb és legjelentősebb tanára volt. Már az iskolában természetrajzi múzeumot hozott létre. 1922. októberében az ipolysági magyar reálgimnáziumhoz osztották be.
Elkészítette Léva háromdimenziós térképét, jelentős rovartani, elsősorban bogárgyűjteménye volt, de ez a halála után elkallódott. Léva közéletében is aktívan részt vett. 
Nécsey József verebélyi műgyűjtővel közösen nagy érdemei vannak a lévai városi múzeum 1927-ben történt megalapításában. Ennek első gondnoka lett, majd egy év alatt berendezte az ún. Nécsey szobát. 1933. november 25-én a Lévai Járási Magyar Közművelődési Bizottság elnöke lett.
Tanügyi és természetrajzi értekezései számos szaklapban és folyóiratban jelent meg. Kultúrtörténeti képet adott a lévai városi iskolákról.

## Művei
- 1900 Az entomológia és az iskola. Rovartani Lapok 7, 45–51.
- 1900 Vidéki gyűjtemények sorsa. Rovartani Lapok 7, 132.
- 1929 Nécsey József (1842. augusztus 27.–1929. január 17). Bars 1929. december 22.
- 1932 Léva város nyilvános magyar közkönyvtárának I. válogatott címjegyzéke.